# Demont
Demont (italià Demonte) és un municipi italià, situat a la regió del Piemont. L'any 2007 tenia 2.042 habitants. Està situat a la Val d'Estura, dins de les Valls Occitanes. Limita amb els municipis d'Aison, Chastèlmanh, la Màrmol, Moiòla, Montrós, Pradleves, Sambuco, Valdieri, Valloriate i Vinadio.

## Administració
| Període | Identitat              | Partit        |
| ------- | ---------------------- | ------------- |
| 2004-   | Mario Claudio Bertoldi | Llista cívica |